# Бредецел (Сучава)
Бредецел (рум. Brădățel) — село у повіті Сучава в Румунії. Входить до складу комуни Хороднічень.
Село розташоване на відстані 340 км на північ від Бухареста, 18 км на південь від Сучави, 113 км на захід від Ясс.

## Населення
За даними перепису населення 2002 року у селі проживали 684 особи, усі — румуни. Усі жителі села рідною мовою назвали румунську.